# Richard Gallo et son chien au Petit Gennevilliers

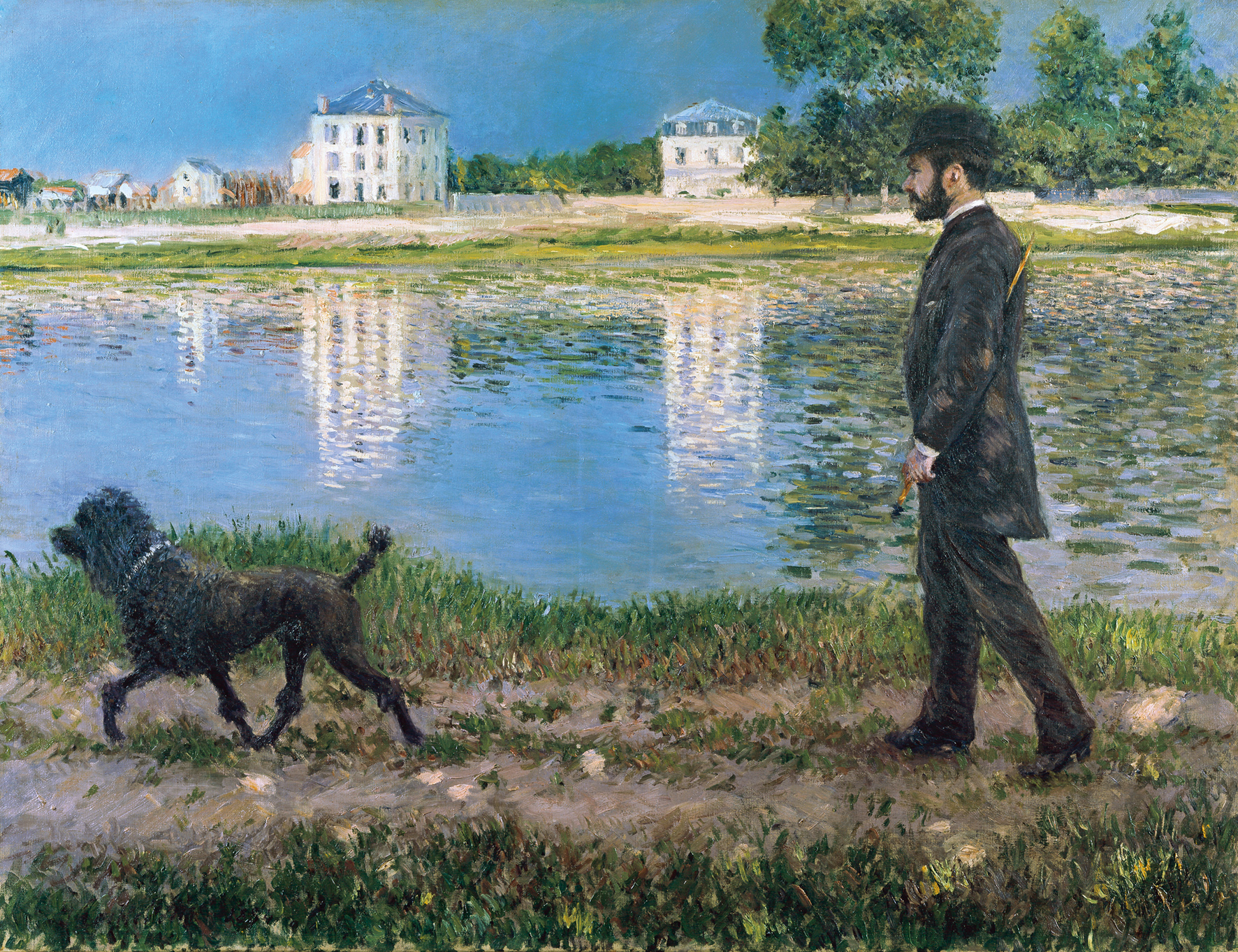
Richard Gallo et son chien au Petit Gennevilliers (1884), coll. part.

Richard Gallo et son chien au Petit Gennevilliers est une huile sur toile du peintre impressionniste français Gustave Caillebotte (1848-1894). Elle date de 1884  et mesure  89 × 116 cm. Elle se trouve dans une collection particulière à Lausanne.

## Description
Elle représente un homme de profil vêtu de noir en chapeau melon se promenant avec son chien devant lui le long de la Seine. Il s'agit d'un des meilleurs amis de l'artiste, Richard Gallo, 35 ans, fils de banquier et journaliste au Constitutionnel, journal conservateur républicain. Son chien noir, appelé Dick (diminutif de Richard en anglais), est un caniche royal toiletté « à la lion », ce qui était très à la mode à la fin du XIXe siècle jusque dans les premières décennies du XXe siècle. L'homme élégant en redingote noire se promène sur la berge du Petit Gennevilliers en face d'Argenteuil au nord-ouest de Paris près de la résidence secondaire de Gustave Caillebotte et de son frère Martial achetée en 1881. L'artiste en fera sa résidence principale en 1888. En attendant, il pratique le yachting et invite ses amis parisiens pour des séjours, ainsi que ses amis peintres (Renoir, Monet, Sisley, etc.).
La composition du tableau est complexe avec les lignes horizontales des berges, du chemin et du chien, coupées par les verticales du personnage et des maisons et des arbres de l'autre côté, sur la berge d'Argenteuil. Le noir de l'homme et du caniche en mouvement s'oppose aux couleurs de la nature et des flots, tandis que le blanc des maisons est synonyme d'immobilité. La lumière est immobile au loin et l'ombre est au premier plan en mouvement. L'interprétation impressionniste des reflets sur l'eau contraste avec la composition naturaliste de l'homme et du chien. De plus, le thème du promeneur (ou du flâneur si cher à Caillebotte dans ses compositions urbaines) est interprété ici comme une transition de la ville (Richard Gallo est en redingote noire de ville) vers la nature, montrant l'aspiration de l'artiste à abandonner ses paysages urbains pour se tourner désormais vers la contemplation et l'étude de la nature. Les diagonales dessinent une perspective à droite derrière l'épaule droite du promeneur (avec un point de fuite derrière le col blanc de Richard Gallo) ou à gauche dans la distance le long de la ligne bleue du fleuve rejoignant le bleu du ciel.

## Histoire
Cette toile a été exposée avec d'autres œuvres de l'artiste à l'exposition de la Société des Vingt à Bruxelles en février 1888, où elle a rencontré un écho mitigé.
Richard Gallo figure dans sept tableaux de Caillebotte : Portrait de Richard Gallo (1878, coll. part.), Autoportrait au chevalet (1879, coll. part.), Intérieur, femme lisant (1880, coll. part.), Intérieur (1880, coll. part.), Portrait de Richard Gallo (1881, musée d'art Nelson-Atkins), La Partie de bésigue (1881, Louvre Abou Dabi), et celui-ci qui est donc le dernier de la série.